# 坎普河畔克鲁毛
坎普河畔克鲁毛是奥地利下奥地利州克雷姆斯兰县的一个市镇。总面积26.84平方公里，总人口784人，人口密度29.2人/平方公里（2005年）。